# ターニャ・ベッカー＝ベンダー
ターニャ・ベッカー＝ベンダー（Tanja Becker-Bender、1978年 2月11日 - ）は、ドイツのヴァイオリニスト。

## 経歴
1978年、シュトゥットガルト生まれ。ザルツブルクのモーツァルテウム音楽院でヘルムート・ツェートマイヤーに、フライブルクでヴォルフガング・マルシュナーに、生地でメロス四重奏団のヴィルヘルム・メルヒャーに、ギルドホール音楽演劇学校でダヴィット・タネコの各氏に師事した。1997年からウィーン国立音楽大学でギュンター・ピヒラーの指導も受けた。
2001年のジェノヴァで行われたパガニーニ国際ヴァイオリン・コンクールで第3位入賞。
2006年からはザールブリュッケンのザール音楽大学で教鞭をとる。